# Jonas Wiseth
Jonas Schei Wiseth (Levanger, 2 settembre 1987) è un giocatore di calcio a 5 ed ex calciatore norvegese, difensore dell'Utleira.

## Carriera

### Club
Wiseth giocò per lo Steinkjer dal 2008 al 2009, per poi passare al Nardo.
Il 6 ottobre 2017 è stato ingaggiato dall'Utleira, compagine neopromossa in Eliteserie.

### Nazionale
Gioca per la Nazionale di calcio a 5 della Norvegia.